# Ambtshof (Bredevoort)
De Ambtshof is een kruidentuin en steeg binnen het historisch centrum van Bredevoort. Zij verbindt de Boterstraat met de Ambthuiswal. De tuin is eigendom en in beheer van Bredevoorts Belang.

## Geschiedenis
Op de oudste kaarten staat hier een ommuurd woonblok opgetekend met mogelijk een vrij groot borgmanshuis met bijgebouwen. Na de grote stadsbrand die na afloop van het Beleg van Bredevoort (1597) het stadje bijna volledig in as legde is dit terrein onbebouwd gebleven, en heeft eeuwenlang dienstgedaan als weidegrond voor het garnizoen. Mogelijk werd hier het vee ondergebracht bij dreigende belegeringen. In de jaren 90 van de 20e eeuw werd hier een kruidentuin aangelegd. De tuin wordt volledig onderhouden en verzorgd door vrijwilligers van het Bredevoorts Belang. In 2010 werd net buiten de kruidentuin aan het pad vanaf de Boterstraat naar de Gasthuisstraat het oorlogsmonument "Muur van de Vrijheid" opgericht.
Ambthuiswal · Ambtshof · Bastionstraat · Bleekwal · Boterstraat · Frederik Hendrikstraat · Ganzenmarkt · Gasthuisstraat · Hozenstraat · Izermanstraat · Kerkstraat · Kleine Gracht · Kloosterdijk · Koppelstraat · Kruittorenstraat · Landstraat · Markt · Muizenstraat · Officierstraat · Pater Jan de Vriesstraat ·  Prins Mauritsstraat · Prinsenstraat · Roelvinkstraat · Stadsbroek · Stationsweg · Vismarkt · 't Walletje · 't Zand